# الجعافرة ألواد ساسي (أولاد حسين)
الجعافرة ألواد ساسي هو دُوَّار يقع بجماعة الجعافرة، إقليم الرحامنة، جهة مراكش آسفي في المملكة المغربية. ينتمي الدوّار لمشيخة أولاد حسين التي تضم 10 دواوير. يقدر عدد سكانه بـ 495 نسمة حسب الإحصاء الرسمي للسكان والسكنى لسنة 2004.

## روابط خارجية
- البوابة الوطنية للجماعات الترابية
- المندوبية السامية للتخطيط